# Pedro Restrepo
Pedro Pablo Restrepo-Peláez (7 de febrero de 1920 – 2012) fue un artista, funcionario, historiador del arte y escritor colombiano.

## Biografía
Nació en febrero de 1920. Abandonó su hogar a temprana edad y se trasladó a Chile, donde cursó sus estudios secundarios y posteriormente asistió a la Universidad de Chile. Viajó a Buenos Aires, para ampliar sus estudios. Sus estudios de arte comenzaron  en Santiago. Finalmente viajó a Brasil donde estudió arte en la Escola de Belas Artes, en Río de Janeiro.
Aceptó representar como Vicecónsul en París, Francia. Después viajó a Florencia, Italia, para convertirse en alumno de Giovanni Colacicchi en la Accademia di Belle Arti durante un período prolongado. Después de una década de viajar por Europa, se fue a residir a la Ciudad de México y a Los Ángeles, California. Estudió restauración y conservación en la Real Academia de Bellas Artes de San Fernando, en Madrid, España, realizando prácticas posteriormente en el Museo de Arte de Brooklyn.
Escribió extensamente sobre arte, así como sobre temas políticos e históricos. Su columna apareció regularmente en El Tiempo. Murió en 2012.